# Rashid Diab
Pour les articles homonymes, voir Diab.
Rachid Diab (arabe : راشد دياب) est un peintre soudanais de renommée internationale, né en 1957 à Wad Madani
Il est diplômé de l’École des Beaux-Arts de Khartoum. Bénéficiaire d'une bourse de l'Université complutense de Madrid, il est parti à Madrid où il obtint un doctorat en 1991, avant d'y devenir enseignant jusqu'en 1999.
En 1995, il est l'un des artistes participants à l'exposition « Seven Stories about Modern Art in Africa » qui s'est tenue à la Whitechapel Gallery de Londres dans le cadre du festival africa95.
Il a fondé le Rashid Diab Art Center à Khartoum, où il vit.